# Trättarmyrtjärnen
Trättarmyrtjärnen är en sjö i Åsele kommun i Lappland och ingår i Lögdeälvens huvudavrinningsområde. Sjön har en area på 0,0887 kvadratkilometer och ligger 396,8 meter över havet.

## Delavrinningsområde
Trättarmyrtjärnen ingår i det delavrinningsområde (713726-161349) som SMHI kallar för Mynnar i Alskabäcken. Medelhöjden är 395 meter över havet och ytan är 19,47 kvadratkilometer. Det finns inga avrinningsområden uppströms utan avrinningsområdet är högsta punkten. Råbäcken som avvattnar avrinningsområdet har biflödesordning 3, vilket innebär att vattnet flödar genom totalt 3 vattendrag innan det når havet efter 136 kilometer. Avrinningsområdet består mestadels av skog (59 procent) och sankmarker (36 procent). Avrinningsområdet har 0,09 kvadratkilometer vattenytor vilket ger det en sjöprocent på 0,5 procent.